# Heterothalera
Heterothalera là một chi bướm đêm thuộc họ Geometridae.